# Факалецешти (Арђеш)
Факалецешти (рум. Făcălețești) насеље је у Румунији у округу Арђеш у општини Коку. Oпштина се налази на надморској висини од 379 m.

## Становништво
Према подацима из 2002. године у насељу је живело 252 становника, од којих су сви румунске националности.